# Kroktjärnen (Hackås socken, Jämtland)
Kroktjärnen är en sjö i Bergs kommun i Jämtland och ingår i Ljungans huvudavrinningsområde. Sjön har en area på 0,109 kvadratkilometer och ligger 442,5 meter över havet.

## Delavrinningsområde
Kroktjärnen ingår i det delavrinningsområde (695759-144988) som SMHI kallar för Inloppet i Stor-Noren. Medelhöjden är 426 meter över havet och ytan är 1,92 kvadratkilometer. Räknas de 3 avrinningsområdena uppströms in blir den ackumulerade arean 19,01 kvadratkilometer. Kilån som avvattnar avrinningsområdet har biflödesordning 4, vilket innebär att vattnet flödar genom totalt 4 vattendrag innan det når havet efter 245 kilometer. Avrinningsområdet består mestadels av skog (75 procent). Avrinningsområdet har 0,11 kvadratkilometer vattenytor vilket ger det en sjöprocent på 5,8 procent.